# Щебетюк Дмитро Олександрович
Дмитрó Олексáндрович Щебетю́к (нар. 11 жовтня 1989, Кам'янець-Подільський) — український громадський діяч, засновник організації «Доступно.UA», автор проєкту Рейтингу доступності міст України «Тостер», спортсмен, блогер, ведучий рубрики «Інклюзія» програми #@)₴?$0 від «Телебачення Торонто».

## Біографія
Народився 11 жовтня 1989 року в Кам'янці-Подільському. Батько Олександр Дмитрович — військовий, мати Лариса Василівна — економістка. Має молодшу сестру Наталію. Закінчив магістратуру Національного авіаційного університету за спеціальністю «автоматика та автоматизація на транспорті». Під час навчання займався науковою діяльністю. Ще в школі почав захоплюватися музикою. В університетські роки грав у гурті Chaos Limit.
У 2011 році внаслідок падіння отримав травму спинного мозку та хребта. Відтоді пересувається на візку. У грудні 2015 року заснував ініціативу Доступно.UA, що згодом перетворилася на громадську організацію.
У 2016 був ведучим спецпроєкту «Паралімпіада-2016. Студія» на телеканалі Перший. У 2017 році долучився до другого сезону сатиричної програми #@)₴?$0 з Майклом Щуром ведучим рубрики «Інклюзія». У наступних сезонах з'являвся як гостьовий ведучий програми.

## Професійна діяльність
До заснування Доступно.UA займався громадською діяльністю: постійно долучався до обговорень щодо доступності міської інфраструктури та локацій у бізнес сфері. Також відстоював потребу поліпшити ситуацію з доступністю та право відвідувати спортзали мережі Sport Life. При першому відвідуванні Дмитром спортзали Sport Life працівники відмовились пустити його всередину, незважаючи на наявність мережевого абонементу. Пізніше адміністраторка заявила, що вони «не працюють з такими людьми». Унаслідок подальшого спілкування мережа пішла на поступки, облаштувала вхід і роздягальню, відтоді Дмитро продовжує безперешкодно відвідувати спортзали мережі.
На початку свого існування Доступно.UA займалася перевірками локацій на доступність для маломобільних груп населення. Згодом перевірки окремих локацій увінчалися створенням мапи доступності, куди на момент створення входили 19 українських міст. Організація почала розвивати власний сайт і відеоблог, де Дмитро виступав як ведучий, автор ідей та режисер.
У 2017 році Дмитро вирушив автостопом на візку Україною. Він відвідав 17 міст і вже під час подорожі розширив географію на сусідню Білорусь. За два роки Дмитро знов поїхав автостопом у ДоступноЄвротур. Формат поїздки зазнав певних змін: Дмитро подорожував не сам, а з товаришем, строком на один місяць, без визначеного маршруту — наступне місто їхньої подорожі Європою обирали підписники сторінки Доступно.UA, бюджет поїздки на двох складав 100 євро. Впродовж подорожі хлопці відвідали більше 30 міст у 10 країнах. Мета обох автостопів — показати, що кожна людина може подорожувати, незважаючи на рівень її мобільності чи бюджет.
У 2019 році створив перший в Україні рейтинг доступності міст «Тостер». На початковому етапі до рейтингу увійшли десять міст: Івано-Франківськ, Тернопіль, Херсон, Миколаїв, Кам'янець-Подільський, Вінниця, Чернігів, Суми, Полтава, Черкаси. Наразі рейтинг складається з 13 міст, до яких наприкінці року приєднаються ще п'ять міст зі Сходу України.

## Спортивна діяльність
Займався лижним спортом і веслуванням на байдарках. Наприкінці 2012 року почав займатися плаванням. Наступного року вперше взяв у змаганнях з плавання. У 2015 році підтвердив звання майстра спорту з плавання. Того ж року піднявся на сьомий рядок світового рейтингу з плавання в своїй групі, а в 2018 році — на шостий. На початку 2019 року заявив про відмову від участі в підготовці до Паралімпійських ігор у Токіо, щоб повністю зосередитися на громадській діяльності та Доступно.UA.
У 2016 році увійшов до резерву паралімпійської збірної зі стрільби з лука.
Багаторазовий призер чемпіонатів і кубків України з плавання. У 2018 році здійснив крос-континентальний заплив через Босфор з Азії до Європи, довжиною 6 км.

## Цікаві факти
У 2016 році був одним зі спікерів TEDx Kyiv.
У 2017 році став спеціальним гостем і спікером Міжнародного саміту мерів, де висвітлював тему інклюзивності українських міст.
2017 року заснував щорічний Форум інклюзивності.

## Нагороди
Три роки поспіль входив до топ-100 найвпливовіших українців за рейтингом журналу Фокус (2017, 2018, 2019).
Отримав нагороду Top 30 under 30 від газети Kyiv Post, що присуджується молодим українцям, які досягли видатних результатів у різних галузях.
Отримав правозахисну нагороду Human Rights Tulip від міністерства закордонних справ Королівства Нідерландів.
Взяв участь у проєкті Ukraine's next generation від Посольства Великої Британії в Україні.
23 серпня 2021 року отримав орден «За заслуги» ІІІ ступеня — за значний особистий внесок у державне будівництво, зміцнення обороноздатності, соціально-економічний, науково-технічний, культурно-освітній розвиток Української держави, вагомі трудові досягнення, багаторічну сумлінну працю та з нагоди 30-ї річниці незалежності України.